# Solntsevskaïa
La Solntsevskaïa (en russe : Солнцевская) est une organisation criminelle russe de Moscou qui s'est d'abord spécialisée dans le racket, les enlèvements et les assassinats. Avec les organisations criminelles Dolgoproudnenskaïa et Izmaïlovskaïa, Interpol la considère comme l'une des organisations criminelles russe les plus influentes et la plus puissante du pays.

## Historique
Solntsevskaïa tire son nom de l’une des cités-dortoirs sud de Moscou appelée Solntsevo (en russe : Солнцево). Elle regrouperait 1500 membres chapeautant une demi-douzaine de groupes criminels répartit dans divers pays comme les vory v zakone en France (yourievitch Jivilo etc..),en Belgique (Philipkin, proches de la famille eltsine et tchernoy en 2004), Allemagne, Armenie, Finlande, Pologne jusqu'au Japon.
En 1992, elle aurait pris le contrôle en Russie de la plus grande banque de commerce du pays la Banque de Change et d’un grand nombre de sociétés financières et autres. Avant 1994, elle contrôlait le Procureur de Russie. Le gang était à un moment donné lié au cerveau criminel Semion Mogilevich, par l'intermédiaire duquel ils blanchissaient de l'argent. Mais en 1995, une fête dans un hôtel de Prague, à laquelle assistaient Mikhailov et le trafiquant de drogue ouzbek Gafur Rakhimov, a été attaquée par la police tchèque qui a reçu des informations selon lesquelles elle prévoyait d'y tuer Mogilevich à la suite d'une dispute. Mogilevich lui-même était introuvable, ayant reçu des informations à l'avance sur les intentions des deux groupes. 
Aujourd'hui, elle pratiquerait, entre autres, la corruption de fonctionnaires et hommes politiques, le trafic de drogues et d'armes, le blanchiment d'argent, la prostitution, la traite des femmes, le passage de clandestins, les enlèvements, les extorsions et l'utilisation frauduleuse de cartes de crédit. Sergueï Mikhaïlov est soupçonné d'être le parrain de cette organisation mafieuse.

## Sources
- Arnaud Kalika, Russie, le Crime organisé, évolution et perspectives, Note MCC d'Alerte, Département de recherche sur les menaces criminelles contemporaines, Institut de criminologie de Paris-Université, Paris II, Panthéon-ASSAS, 5 octobre 2005.